# جينو تالامو
جينو تالامو (بالإيطالية: Gino Talamo)‏ (13 ديسمبر 1895 - 9 يوليو 1968) هو ممثل ومخرج إيطالي، أخرج الفيلم البرازيلي إيراسيما عام 1949.

## وصلات خارجية
- جينو تالامو علي موقع IMDb